# Maja Gløersen
Marie “Maja” Gløersen-Huitfeldt (Hamar, 6 september 1868 - onbekend) was een Noors zangeres.
Ze werd als enig kind geboren binnen het gezin van schoolbestuurder, dichter/publicist Ole Kristian Gløersen (1838–1916) en Nancy Vilhelmine Catharina van Kervel (geboren 1842), dat in 1868 in Hamar woonde. Zij huwde op 3 maart 1894 met de schrijver, sportfunctionaris en ski- en skibindingmaker/ontwerper Frits Reichwein Huitfeldt. Het huwelijk liep in 1900 uit op een echtscheiding.
Rond de eeuwwisseling trad zij zowel binnen Noorwegen alsook daarbuiten als zangeres op. In Duitsland en Zwitserland verzorgde zij optredens tussen 1903 en 1905, waarbij ze nog wisselvallige kritieken kreeg. In de zomer van 1906 gaf ze les in Oslo. In 1907-1908 trad zij tijdens concerten in Weimar en Leipzig in duet met een andere Noorse zangeres Magnhild Rasmussen op, waarbij ze betere kritieken kreeg. Maar ook in de Verenigde Staten trad zij vanaf 1908 voor meerdere jaren als zangeres op. In 1910 vestigde Gloersen zich in Seattle Zi trad toen vaak op in het noordwesten van de VS samen met haar muzikale partner Christopher Ursin. Op 19 september 1912 berichtte de Oregon Newspaper, dat ze betrokken was bij een andere echtscheiding. Zij zou een verhouding hebben gehad met Harry A. Jones, een prominente en rijke inwoner van Vancouver, terwijl die nog getrouwd was. 
Enkele optredens:
- 4 september 1907: met Magnhild Rasmussen en Per Winge
- oktober 1909: Rolans (Iowa) en Rolfe (Iowa) met Christopher Ursin
- februari 1910:
- 19 mei 1910 in Aberdeen met Christopher Ursin (Lutherse kerk)